# ОК-ТВА
ОК-ТВА, Изделие 0.05 (Орбитальный корабль-Тепло-Вибро-Акустические испытания) — полномасштабный макет отдельных отсеков космического корабля «Буран». Отдельные компоненты корабля (носовая часть фюзеляжа с модулем кабины, хвостовая часть фюзеляжа, левое крыло с фрагментом средней части фюзеляжа и др.) предназначались для тепло-вибро-акустических испытаний.
Макет центрального отсека по состоянию на ноябрь 2004 года стоял в ЦАГИ, где проводились его испытания.
По состоянию на 2011 год все отсеки макетов уничтожены, за исключением левого крыла со стойкой шасси и со штатной теплозащитой, которые были включены в состав макета орбитального корабля, находящегося в Центральном парке культуры и отдыха им. А. М. Горького в Москве.